# فالتر غيماريس
فالتر غيماريس الشهير باسم فالدير (21 مارس 1912 - 1997) لاعب كرة قدم برازيلي راحل كان يجيد اللعب في خط الدفاع.
لعب طوال مسيرته الرياضية في نادي بوتافوغو (1931-1934).
شارك مع منتخب البرازيل في بطولة كأس العالم 1934 في إيطاليا حيث خرج من الدور الثمن النهائي.

## وصلات خارجية
- فالتر غيماريس على موقع الاتحاد الدولي (مؤرشف)  (الإنجليزية)
- فالتر غيماريس على موقع Soccerway.com (الإنجليزية)

- هذا سيرة ذاتية